# Ernst Larsen
Ernst Larsen (noruec: Ernst Willy Larsen)  (Ranheim i municipi de Trondheim, 18 de juliol de 1926 - Trondheim, 2 de desembre de 2015) va ser un atleta noruec olímpic especialitzat en la prova de 3000 metres obstacles.

## Biografia
Va començar disputant atletisme en els campionats de Noruega des de 1950, fins que el 1954 va participar en el Campionat Europeu d'Atletisme de 1954 celebrat en Berna. Després d'aconseguir en la final un temps de 8:53,2 va guanyar la medalla de bronze després de Sándor Rozsnyói i Olavi Rinteenpää. Dos anys després, en la modalitat de 3000 m obstacles, va formar part de l'equip de Noruega en els Jocs Olímpics de Melbourne 1956. De nou va aconseguir una altra medalla de bronze, aquesta vegada amb un temps de 8:44.0.
Va morir el 2 de desembre de 2015 als 89 anys.